# Heinrich von Gleichen-Rußwurm
Raimund August Heinrich Freiherr von Gleichen-Rußwurm (* 14. Juli 1882 in Dessau; † 29. Juli 1959 in Göttingen) war ein Rittergutsbesitzer, konservativer Publizist, Gründer und Organisator zahlreicher Verbände, Organisationen und Klubs der Konservativen Revolution nach 1918.

## Leben
Heinrich von Gleichen entstammte dem thüringischen Uradelsgeschlecht Gleichen gen. von Rußwurm. Er war Besitzer zweier Rittergüter in Tannroda und Birkigt in Thüringen und ein Cousin des letzten Urenkels von Friedrich Schiller, des Schriftstellers Alexander von Gleichen-Rußwurm, den er bis ins hohe Alter mit einer Leibrente versorgte.
Nach dem Abitur und dem Wehrdienst als Einjährig-Freiwilliger studierte er in Lausanne, Leipzig, Kiel und Berlin Jura und Staatswissenschaften. Trotz eines glänzenden juristischen Examens schlug von Gleichen eine Stelle als Beamter aus und verwaltete seine Güter. 1912 verpachtete er diese und zog nach Berlin, um sich ausschließlich seinen politischen Interessen zu widmen.
Um Heinrich von Gleichen bildete sich im Ersten Weltkrieg ein Kreis liberalkonservativer Denker, dem zeitweise auch Ernst Troeltsch angehörte. Gleichen hatte eine führende Rolle im 1915 gegründeten und von der Reichsregierung geförderten „Kulturbund“ (Bund deutscher Gelehrter und Künstler) inne, dem unter anderem Max Planck, Max Liebermann und Walter Rathenau angehörten. Im Oktober 1918 gründete er gemeinsam mit dem Publizisten Eduard Stadtler, den Bankiers Karl Helfferich und Simon Marx und den christlichen Gewerkschaftern Franz Röhr und Adam Stegerwald die Vereinigung für nationale und soziale Solidarität (die sog. Solidarier), der später Stadtler vorstand. Im April 1919 gründete dieser Kreis die Wochenzeitschrift Das Gewissen, in dessen erster Ausgabe Stadtler den programmatischen Leitartikel „Deutscher Sozialismus gegen Ost und West“ veröffentlichte. Von Gleichen war reger Mitarbeiter der Zeitschrift.
Im März 1919 betrieb von Gleichen zusammen mit Hans Roeseler den Zusammenschluss der Solidarier mit anderen Vereinen. Daraus entstanden der Juniklub und im Mai die Vereinigung für parteifreie Politik. In beiden Gruppen spielte Arthur Moeller van den Bruck eine wichtige Rolle als Chefideologe. Von Gleichens Berliner Privatwohnung fungierte zu Beginn auch als Versammlungsort für den Juniklub, während sich die Vereinigung im preußischen Herrenhaus traf. Als sich der Juniklub 1924 auflöste, gründete von Gleichen im Dezember 1924 mit Bodo von Alvensleben und Walther Schotte den Deutschen Herrenklub. 1925 übernahm er von Eduard Stadtler die Herausgeberschaft für die Zeitschrift Das Gewissen (ab 1918) und änderte 1928 den Namen in Der Ring. Schon der Juniklub trug auch den Ring als Symbol. Von Gleichen gründete Depandancen in anderen Städten, die sich Ringe nannten und das Vorbild britischer Clubs sowie von Freimaurerlogen kopierten. Der Herrenklub wurde dadurch bekannt, dass seine Mitglieder Heinrich Brüning 1930 und Franz von Papen 1932 Reichskanzler wurden; das Mitglied Wilhelm von Gayl wurde 1932 Reichsinnenminister.
Nach der Machtergreifung der Nationalsozialisten 1933 gehörte Gleichen-Rußwurm zu den 88 deutschen Schriftstellern, die im Oktober 1933 das Gelöbnis treuester Gefolgschaft für den Reichskanzler Adolf Hitler unterschrieben. Er taucht in der veröffentlichten Liste der Unterzeichner als „Heinrich von Gleichen“ zusammen mit einer weiteren Person mit dem Nachnamen „von Gleichen-Rußwurm“ auf, deren Vorname ungenannt bleibt. Sein Herrenklub, in dem auch sein geistig angeschlagener Cousin Alexander verkehrte, wurde in „Deutscher Klub“ umbenannt und bestand in dieser Form bis 1944. 1933 rief der Klub die Dirksen-Stiftung ins Leben, die Kontakte zwischen den traditionellen Eliten und den Nationalsozialisten fördern sollte. Im Kuratorium der Stiftung saßen NS-Größen wie Heinrich Himmler und Ernst Röhm. Ausländische Medien meldeten im Juli 1934 irrtümlich, dass von Gleichen und Alvensleben im Zuge des sogenannten Röhm-Putsches verhaftet oder sogar exekutiert worden seien. Tatsächlich war Alvenslebens jüngerer Bruder, Werner von Alvensleben, am 30. Juni 1934 für einige Tage in Haft genommen worden. Diese Gerüchte veranlassten von Gleichen dazu, am 7. Juli 1934 in der Klubzeitschrift Der Ring ein Dementi zu veröffentlichen, in dem er bekannt gab, dass er und Alvensleben gesund seien und sich auf freiem Fuß befänden.

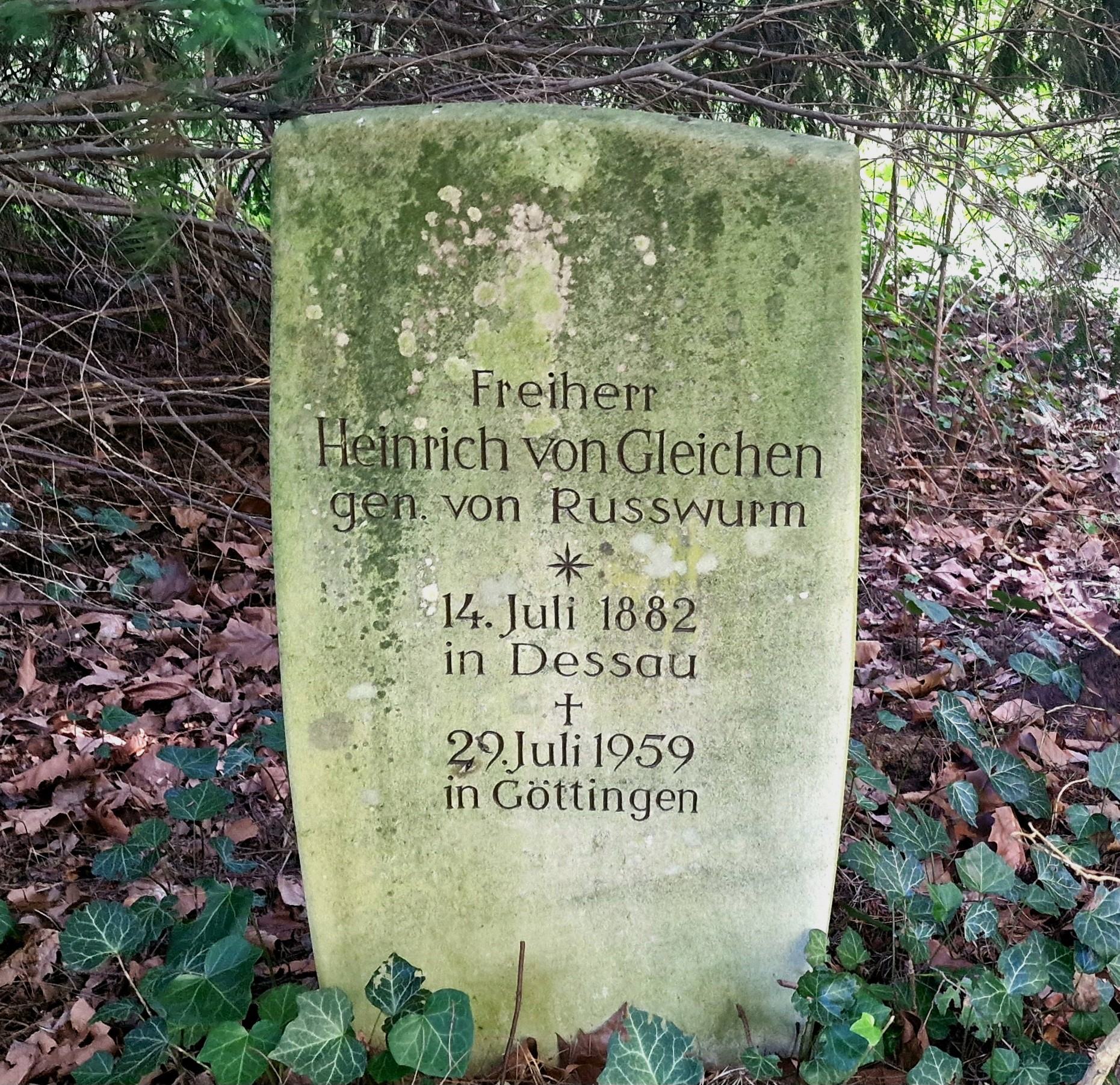
Grabstein Heinrich von Gleichen gen. von Russwurm auf dem Stadtfriedhof Göttingen

Nach dem Zweiten Weltkrieg wurde Heinrich von Gleichen-Rußwurm von der sowjetischen Besatzungsmacht verhaftet und für mehrere Monate interniert. Als „Junkerland“ wurden seine Güter in der Sowjetischen Besatzungszone enteignet. Nach seiner Entlassung aus der Haft floh von Gleichen aus der SBZ nach Göttingen, wo er 1959 verstarb.
Heinrich von Gleichen-Rußwurm war ab 1913 in erster Ehe mit der Malerin Helene Kutsche (* 1889) verheiratet und hatte mit ihr die Kinder Kurt von Gleichen-Rußwurm (* 1915) und Inge (* 1919). Seine zweite Ehe mit Maria Mannhardt blieb kinderlos.

## Rolle und Ideen
Der konservative Publizist Armin Mohler charakterisierte in seinem Werk über die „Konservative Revolution“ der 1920er Jahre Arthur Moeller van den Bruck als das Herz, Eduard Stadtler als den Trommler und Heinrich von Gleichen-Rußwurm als den Organisator der sogenannten Ring-Bewegung. Von Gleichens politische Ideen waren demnach weitgehend identisch mit denen von Moeller van den Bruck. Eine Spezialität von Gleichens war sein Versuch, in der „Solidarier“-Bewegung die Grenzen der weltanschaulich orientierten Parteien und Gewerkschaften zu überwinden, im Sinne des berühmten Satzes von Kaiser Wilhelm II. zum Kriegsausbruch im August 1914: „Ich kenne keine Parteien mehr, ich kenne nur noch Deutsche.“
Der zentrale Grundgedanke Moellers und damit der Ring-Bewegung war, zusammengefasst von Kurt Lenk: Die Deutschen hätten einst eine urtümliche, in familiären „Blutsbanden“ wurzelnde „Demokratie“ besessen, die von „Führertum“ und „Gefolgschaft“ geprägt gewesen sei. Sie sei durch den Liberalismus des 19. Jahrhunderts zerstört worden, einer politischen Bewegung von „Emporkömmlingen“, die sich zwischen Volk und Elite geschoben hätten. Der „Sündenfall“ dieser Schicht und ihres „Demokratentums“ sei ihre vernunftgesteuerte Reflexion, die sie an die Stelle des „natürlichen Empfindens“ gesetzt hätten. Doch das Volk sei berufen, in einer „völkischen Revolution“ die „ursprüngliche Demokratie“ wiederherzustellen.

## Veröffentlichungen
- Arthur Moeller van den Bruck, Heinrich von Gleichen, Max Hildebert Boehm (Hrsg.): Die Neue Front. Gebr. Paetel, Berlin 1922 (programmatisches Sammelwerk der Jungkonservativen).